# Heller László
Heller László (Nagyvárad, 1907. augusztus 6. – Budapest, 1980. november 8.) magyar gépészmérnök, egyetemi tanár. A Magyar Tudományos Akadémia rendes tagja, a világhírű Heller-Forgó-hűtőrendszer társfeltalálója.

## Élete
Középiskolai tanulmányait Budapesten végezte, majd 1931-ben a Zürichi Műszaki Egyetem  hallgatójaként gépészmérnöki oklevelet szerzett. Utána 2 évig az egyetem egyik tanszékén a szilárdságtan speciális területeit tanulmányozta kutatóként.
Hazatérve önálló mérnöki tervezői-tanácsadói tevékenységet folytatott. Az 1940-es években dolgozta ki az erőművek hűtővizének vízveszteség nélkül, levegővel történő száraz hűtésére a „Heller-System” néven azóta világszerte ismertté vált eljárást. A rendszerben alkalmazott speciális, ún. apróbordás alumínium hőcserélő, a Forgó-féle hőcserélő – amely olcsón és viszonylag kis méretek mellett tudja átvinni a hűtendő meleg víz hőenergiáját a hűtő levegőbe – Heller zürichi évfolyamtársának, barátjának és munkatársának, Forgó Lászlónak munkája. (Ezért szokták esetenként Heller–Forgó rendszerként említeni.)
Úttörő elvi munkát végzett az entrópia addig inkább fizikai jellegű fogalmának a technikai–tervezői gyakorlatba történő bevezetése terén, és az új elvek alkalmazásával jelentős javaslatokat dolgozott ki, például atomerőművek körfolyamataira. További, az egész világ technikai fejlődésére ható kezdeményezései közül említésre méltó kutatási-fejlesztési munkái: a gázturbina mint ipari hőforrás; a nukleáris és fosszilis energia kombinált felhasználása; két munkaközeg alkalmazása erőművi körfolyamatokban.
1951-ben egyetemi tanári kinevezést kapott a Budapesti Műszaki Egyetemre. A Gépészmérnöki Kar Hőenergetika Tanszékének vezetője lett. Tanítványai közül itthon és külföldön igen sokan elismert szakemberré váltak.
1951-ben Kossuth-díjat kapott. Az 1956-os forradalom során a Műszaki Egyetem forradalmi bizottságának tagjává választották.
- Heller László sírja Budapesten. Kozma utcai izraelita temető 5B-1-7.
- Neve a forradalmi bizottság tagjainak emléktábláján, a Műegyetemen